# Унаи Емери
Уна̀и Емѐри Ечѐгойен (на испански: Unai Emery Etxegoien, в български медии се среща и като Унай) е бивш испански футболист, играл като полузащитник.
Унаи Емери е роден на 3 ноември 1971 г. в Ондарибия, Баска автономна област. Почти цялата му състезателна кариера протича в скромни отбори от Сегунда дивисион. Играе на поста ляв полузащитник.

## Треньорска кариера
Треньорската му кариера започва през 2004 г. в отбора на Лорка. Още в следващия сезон 2005–06 печели Трофей Мигел Муньос за най-добър треньор във втора лига. През следващия сезон отново е носител на трофея, този път с отбора на Алмерия, а в първенството финишира втори и класира отбора за първи път в цялата му клубна история в Примера дивисион.

### Валенсия
След два силни сезона начело на „андалусийците“ приема поканата и през лятото на 2008 г. поема отбора на Валенсия, като наследява на поста Роналд Куман. В първия си сезон начело на отбора завършва на 6-о място в испанския шампионат, а в турнира за Купата на УЕФА достига до 1/16 финалите, където е отстранен след две равенства и повече голове на чужд терен от Динамо Киев. На 17 август 2008 г. побеждава с 3-2 Реал Мадрид в първия мач за Суперкупата на Испания , но седмица по-късно губи реванша с 2-4.
През сезон 2009-10 завършва на трето място в Ла Лига, а в турнира за купата на Лига Европа е отстранен на четвъртфинала от бъдещия носител на трофея Атлетико Мадрид отново след две равенства и повече голове на чужд терен.
През сезон 2010-11 води Валенсия в турнира на Шампионската лига, където е отстранен на 1/8 финалите от отбора на Шалке 04 след равенство 1-1 в първия мач и загуба с 1-3 на реванша. В испанското първенство отново завършва на трето място. На 24 май 2011 г. подновява договорът си с клуба за още една година. През сезон 2011-12 завършва на трето място в Група E на Шампионската лига и продължава участието си в турнира за Лига Европа. На 1/16 финала отстранява отбора на Стоук Сити след две победи с по 1-0.
На 1/8 финала отстранява отбора на ПСВ Айндховен, след победа в първия мач с 4-2 и равенство 1-1 в реванша.
На 1/4 финала отстранява друг холандски отбор – АЗ Алкмар след загуба в първия мач с 2-1 и победа с 4-0 в ответната среща.
На 1/2 финала отново е отстранен от бъдещия носител на трофея Атлетико Мадрид, този път след две загуби 4-2 и 0-1.
В испанското първенство Валенсия отново финишира с бронзовите медали, но въпреки това от ръководството на клуба не му продължават договора и след четири сезона на Естадио Местая Унаи Емери напуска.

### Спартак Москва
На 10 юни 2012 г. подписва договор за две години с руския вицешампион Спартак Москва, като заменя на поста Валери Карпин, преминал на ръководна длъжност в клуба. Задържа се на поста едва пет месеца и подава оставка след разгромната загуба с 1-5 в градското дерби срещу Динамо Москва.

### Севиля
На 14 януари 2013 г. наследява на поста уволненият старши треньор на Севиля Мичел. Контрактът на Емери е до 30 юни 2014 година.
Официалният му дебют е на 16 януари в четвъртфинален мач от турнира за Купата на Краля за нулевото равенство при гостуването на Реал Сарагоса. Седмица по-късно побеждава на реванша с 4-0. В полуфинала съдбата отново го противопоставя срещу Атлетико Мадрид. Отпада след загуба с 2-1 и равенство 2-2 в реванша. В първенството Севиля завършва на незавидното 9-о място.
През сезон 2013-14 печели Лига Европа, като на финала побеждава Бенфика Лисабон след 0-0 в редовното време и продължения и 4-2 след изпълнение на дузпи.
В турнира за Купата на Краля отпада на 1/16 финала от отбора на Расинг Сантандер след победа като гост с 1-0 и загуба на собствен терен с 0-2.
В шампионата завършва на 5-о място.
На 24 май 2014 г. от клуба му предлагат нов договор с по-добри условия и Емери подписва до 30 юни 2017 г.
През сезон 2014-15 отново класира Севиля за финал в турнира за Лига Европа, където побеждава отбора на Днипро Днипропетровск
През следващия сезон – 2015-16 Севиля отново се класира на финал за Лига Европа, като победен този път е Ливърпул.

### Арсенал
На 23 май 2018, Емери е назначен за главен треньор на Арсенал. Договорът е за две години, като клубът има опция за удължаване с една година.  В първият си официален мач на чело на отбора, на 12 август, неговият отбор губи от Манчестър Сити с 2–0 във Висшата лига. След втора поредна загуба от Челси на 18 август, Емери записва първата си победа като мениджър на Арсенал на 25 август, в домакински мач срещу Уест Хем с 3-1. След този мач, Арсенал печели 11 поредни победи, най-добрата им серия от 2007. Арсенал след това продължава непобедената си серия до 22 мача, включително и внушителна победа с 4-2 срещу врага Тотнъм в първото му дерни на Северен Лондон. Тяхната загуба с 3–2 от Саутхемптън през декември е първият път, когато са победени във всички състезания от август.  Въпреки това Арсенал капитулира към края на сезона, като спечелва само 4 точки в последните си 5 мача от лигата, като реално елиминира всеки шанс да се класира за Шампионска лига чрез класиране в лигата.  Емери отново стига до финала на Лига Европа през 2019,  където отстъпва с 1:4 на Челси. Арсенал завършва сезона на пета позиция, с едно място по-високо от предишния сезон, като за малко пропуска място в Шампионската лига.
През летния трансферен прозорец за 2019 г. Емери счупи предишния рекорд на Арсенал, като подписа с крилото на Кот д'Ивоар Николас Пепе. Той също така привлича Давид Луис от съперника Челси и Шотландеца Кийрън Тиърни от Селтик. Пепе записва първата си асистенция срещу съперника Тотнъм в дербито в Северен Лондон, завършила при равенство 2–2.
На 29 ноември 2019 г., след поредица от лоши резултати и без победа от седем мача, Емери е уволнен от Арсенал. Последният му мач е домакинско поражение с 2: 1 от Айнтрахт Франкфурт в Лига Европа. Той бе заменен временно от Фредрик Люнгберг, а по-късно и за постоянно от Микел Артета.

## Успехи
Като треньор:
 Севиля
- Лига Европа (3): 2013-14, 2014-15, 2015-16

 Валенсия
- Примера дивисион
  - Бронзов медалист (3): 2009-10, 2010-11, 2011-12

Индивидуални:
- Трофей Мигел Муньос (Сегунда дивисион): 2005–06, 2006–07